# Dakhla-oázis repülőtér
A Dakhla-oázis repülőtér (arabul مطار الداخلة, Maṭār ad-Dākhla, vagy مطار واحة الداخلة, Maṭār al-Wāhat ad-Dākhla) (IATA: DAK, ICAO: HEDK) egy kisebb repülőtér az egyiptomi Dakhla-oázisban, a Líbiai sivatagban. Az oázisbeli Mut városától 11 km-re délre fekszik. Kapacitása óránként 100 utas. Menetrend szerinti légiforgalom nem érinti.

## Forgalom
Az utasforgalom az elmúlt években az alábbi módon változott:
| Utasok száma |      | 564  | 2773 | 73   | 37   | 665  |      |      |      |      |
|              | 1995 | 1998 | 2001 | 2004 | 2007 | 2009 | 2012 | 2015 | 2018 | 2021 |

## Fordítás
- Ez a szócikk részben vagy egészben  a   Dakhla Oasis Airport című angol Wikipédia-szócikk ezen változatának fordításán alapul.  Az eredeti cikk szerkesztőit annak laptörténete sorolja fel. Ez a jelzés csupán a megfogalmazás eredetét és a szerzői jogokat jelzi, nem szolgál a cikkben szereplő információk forrásmegjelöléseként.